# Kaštavar
Kaštavar je naselje u gradu Leskovcu, Jablanički upravni okrug, Srbija. Prema popisu iz 2022. godine u Kaštavaru je živjelo 34 stanovnika.